# Takata Corporation
A Takata Corporation (タカタ株式会社 Takata Kabushiki Gaisha) foi uma empresa produtora de acessórios automotivos fundada em 1933 com sede em Shiga no Japão. 
Em 2017 protagonizou um escândalo onde foi obrigada a trocar mais de 42 milhões de air bags o que fez entrar em falência em 2018 e posteriormente, adquirida pela americana Joyson Safety Systems.
Os airbags defeituosos, com propensão para explodir em vez de encher, provocaram 11 mortos e 180 feridos, entre os que formalizaram queixa, só nos EUA. No Brasil, 15 pessoas foram vítimas fatais do produto viciado sendo o caso mais recente, ocorrido em dezembro de 2024 em Goiás. E todas as mortes catalogadas no Brasil, ocorreram com veículos da Honda envolvidos.  No total, teriam sido mais de 40 o número de mortos em todo o mundo.  Tudo isto aconteceu sem que o Governo japonês tivesse tomado uma posição em relação à administração que, apesar de conhecer o problema, continuou a fornecer durante anos equipamento perigoso a construtores de automóveis nos quatro cantos do mundo. 
Mais de 100 milhões de veículos foram afetados. 
As primeiras investigações ocorreram no Estados Unidos após um homem dentro de um Honda Accord morrer em 2002 depois de um acidente de trânsito.
A polícia concluiu que pedaços metálicos do veículo foram acumulados dentro do airbag e possuíndo nitrato de amônio que em contato com o calor, gerou explosãi e causou a morte do ocupante. 
O módulo central do airbag, em vez de muito rapidamente (25 milissegundos) gerar o gás destinado a encher a almofada, explodia, atirando pequenos pedaços de metal a uma velocidade brutal, desfazendo tudo o que apanhava à sua frente. Para se ter uma ideia da dimensão da violência da explosão deste equipamento, quando defeituoso, é bom recordar o acidente envolvendo um caminhão transportando airbags novos, que se desgovernou no Texas, em 2016. Uma parte dos airbags explodiu, destruindo uma casa e matando uma mulher que estava no seu interior.
A primeira vez que esta empresa colocou em risco a saúde pública foi entre 1986 e 1995, quando equipou 8,9 milhões de veículos com cintos de segurança defeituosos, uma vez que o botão para abrir e fechar o mecanismo era construído em plástico que não resistia aos raios ultravioletas, passando a funcionar incorretamente.
Várias montadoreas como Chevrolet, Honda, Nissan, Volkswagen, BMW, Toyota e Fiat, por exemplo, fizeram recalls de vários modelos de veículos desde 2020 até hoje. A primeira montadora, inclusive, até ofereceu R$ 500 de combustível sem nenhum custo para os proprietários, mas a ida as oficinas autorizadas para a troca foi muito abaixo do esperado. 